# Пехотная баллада
«Пехотная баллада» (англ. Monstrous Regiment, дословно: «Чудовищный полк») — роман английского писателя Терри Пратчетта, входит в цикл произведений «Плоский мир» (31-я книга в цикле), опубликован в 2003 году. На русском языке роман издан в 2013 году в переводе В. Сергеева под редакцией М. Назаренко (издательство «Эксмо»); кроме того, есть неофициальные переводы под названиями «Чудовищная рота» и «Монстрячий взвод».

## Аннотация
Война была всегда. Обычно — всего лишь пограничные стычки, национальный эквивалент соседской ссоры из-за запущенной живой изгороди. Иногда они выливались в большее. Борогравия была миролюбивой страной, окруженной вероломными, лукавыми и воинственными врагами. Они ведь должны быть вероломными, лукавыми и воинственными, иначе, зачем нам с ними сражаться? Война была всегда. 
В Борогравии уже который год идет война. Мужчины вербуются в армию, дают клятву герцогине Анаговии, получают военный шиллинг и уходят на фронт. И сыновей в городах и селах становится все меньше, а вдов все больше.

## Название
Английский вариант названия является отсылкой к трактату шотландского религиозного деятеля Джона Нокса «Первый трубный глас против чудовищного правления женщин» (англ. The First Blast of the Trumpet Against the Monstrous Regiment of Women), направленному против королевы Шотландии Марии де Гиз и английской королевы Марии Тюдор.
Русский перевод в свою очередь является отсылкой к фильму Эльдара Рязанова «Гусарская баллада».

## Сюжет
Полли Перкс, дочь трактирщика из Мюнза, должна найти своего брата, ушедшего в армию год назад. Полли всегда заботилась о старшем брате и вместо него помогала отцу управлять трактиром, потому что Пол был к этому неспособен. Так как женщины по закону Нуггана почти не имеют прав, без Пола в качестве хотя бы номинального хозяина трактир Полли отойдет дальним родственникам.
Полли переоделась в мужскую одежду, отрезала свою роскошную косу и завербовалась в армию. Она попала в часть новобранцев под командованием старого опытного сержанта Джекрама (официально командовал молодой лейтенант Блуз).
Очень скоро рота под командованием лейтенанта Блуза оказалась главным действующим подразделением в войне со вторгшейся армией Злобении. У Анк-Морпорка тоже были свои интересы в этом регионе — ведь именно в Борогравии были разрушены семафорные башни, связывающие город с запупскими областями. Борогравия медленно, но неотвратимо проигрывала войну со Злобенией, пока в бой не вступил отряд новобранцев, не прошедших должного обучения, не получивших нормального обмундирования и оружия и, в дополнение ко всему, женского пола.
Но им, борогравийским женщинам, удалось сделать то, что не смогли несколько поколений мужчин — остановить бессмысленное взаимоуничтожение.

## Основные действующие персонажи
- Полли (Оливер) Перкс — главная героиня, дочь трактирщика.
- сержант Джекрам.
- Маладикт (Маладикта).
- Игорина.
- тролль Карборунд (Яшма).
- капрал Страппи.
- Тонком (Магда) Холтер, Шафти (Бетти) Маникль, Уолти (Элис) Гум и Лофти (Тильда) Тьют.